# Mohar (Goldberggruppe)
Der Mohar ist ein 2605 m ü. A. hoher Berg in der Goldberggruppe im österreichischen Bundesland Kärnten.

## Lage
Der Mohar liegt an der Grenze zwischen den Gemeinden Großkirchheim und Mörtschach im Südwesten der Goldberggruppe.
Im Nordwesten fließt die Zirknitz, im Südosten der Astenbach, die Westflanke fällt zum 1600 Meter tiefer gelegenen Mölltal ab. Der Mohar ist der südwestlichste Gipfel eines Kammes, der sich über Stellhöhe (2815 m), Stellkopf (2852 m), Rote Wand (2855 m) und Sandfeldkopf (2920 m) nach Nordosten zieht und dann nach Norden bis zum Alteck (2942 m) führt.

## Anstieg
Ausgangspunkt für den meist begangenen Aufstieg ist das Sadnighaus. Dieses ist über eine asphaltierte Straße von Mörtschach aus erreichbar.
Vom Parkplatz folgt man entweder dem Güterweg oder nimmt die markierte Abkürzung über einen Steig Richtung Nordwesten. Nach dem Fahrweg windet sich der Weg über steile Serpentinen aufwärts und ab der Waldgrenze quert man sanfte Almwiesen nun in nordöstlicher Richtung. Vor dem Göritzer Törl schwenkt der Weg wieder Richtung Nordwest. Beim Törl folgt man links dem Kamm über teilweise felsigen Untergrund zum Gipfel.
Von hier hat man einen guten Blick auf Heiligenblut, die Pasterze und den Großglockner.

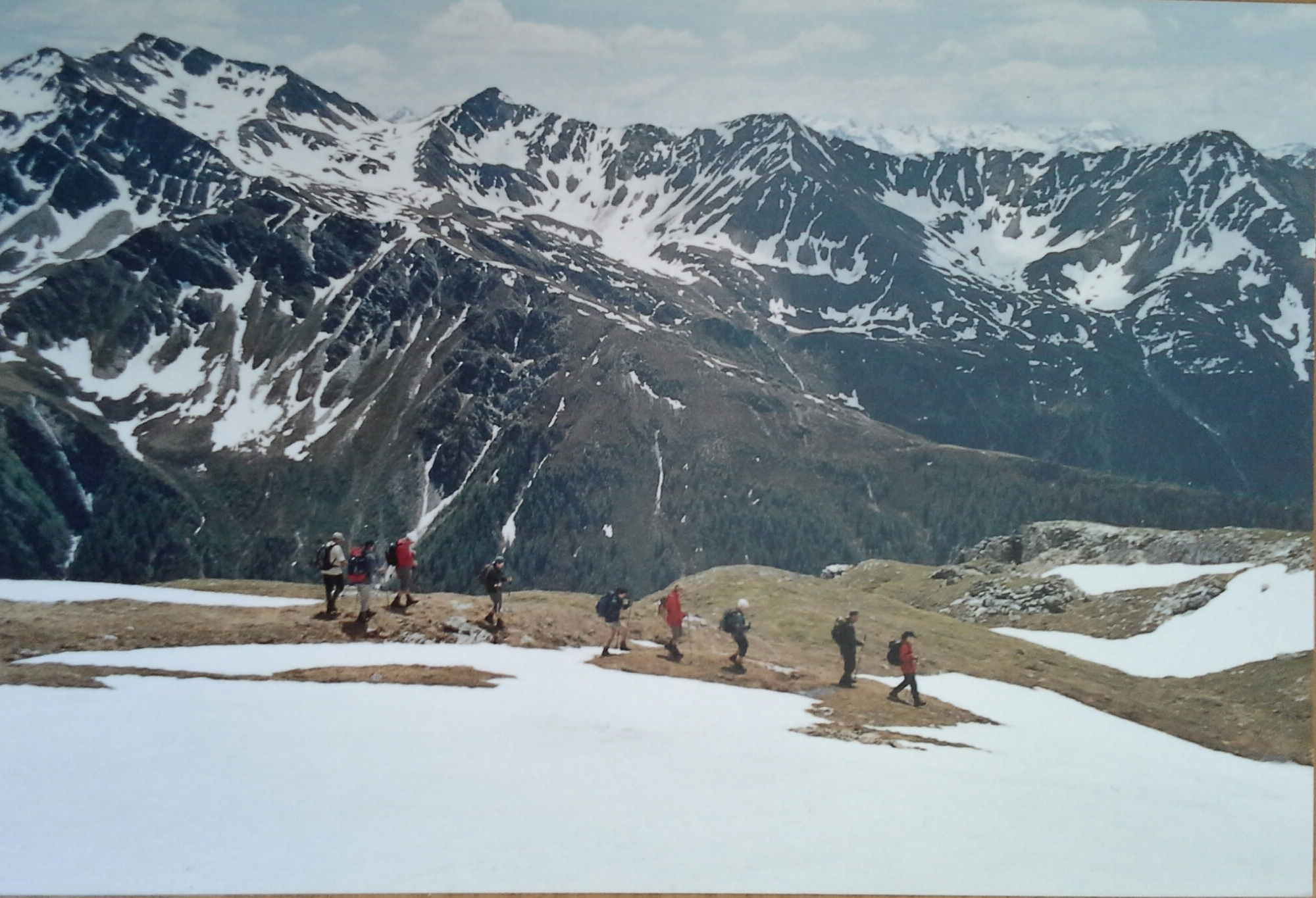
Abstieg am Südwesthang des Mohar.

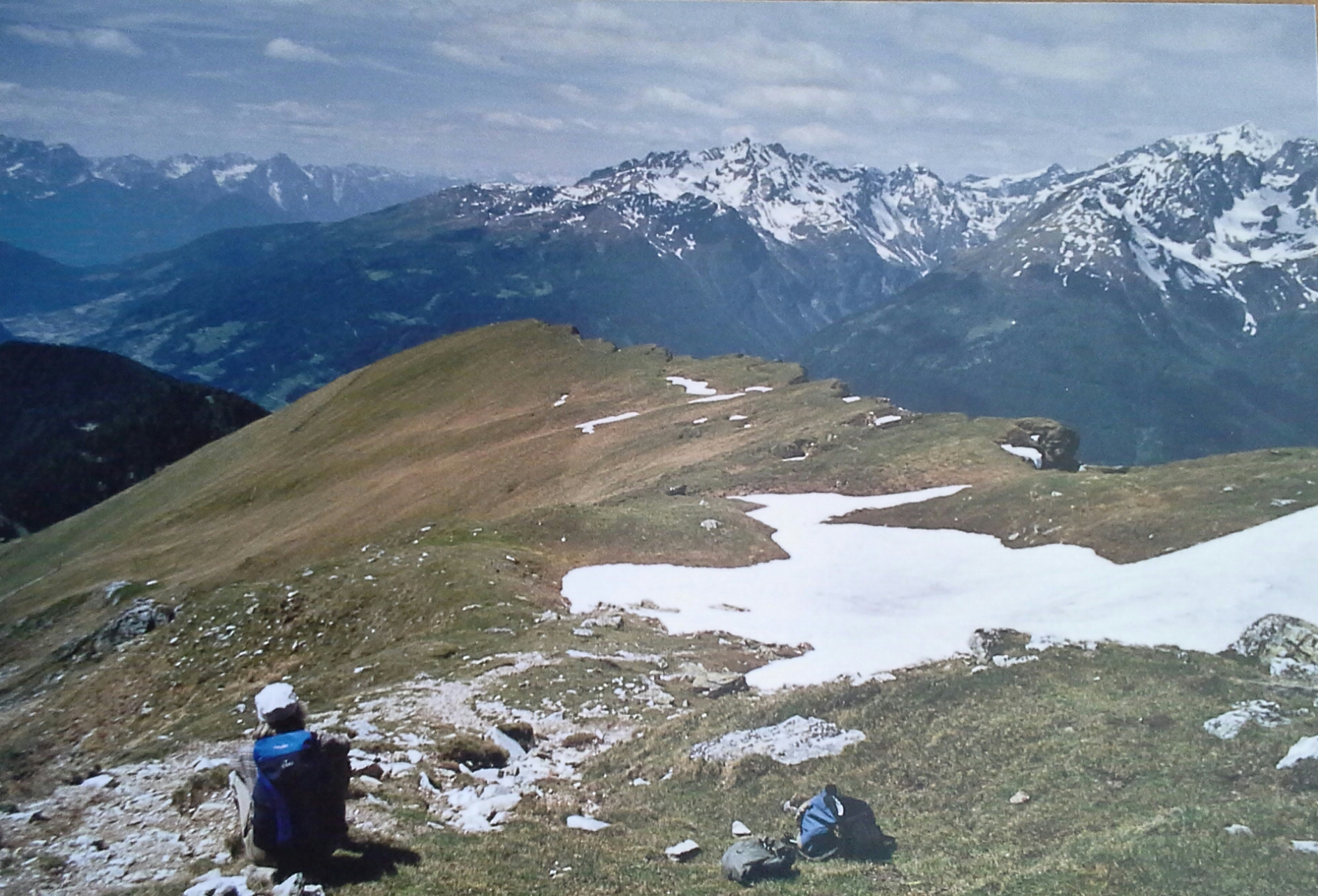
Foto Abstieg über Moharkreuz

Für den Rückweg folgt man weiter dem Kamm nach Südwesten über das Moharkreuz (2451 m) bis zum Almgasthof Glocknerblick. Von dort führt ein Güterweg zurück zum Sadnighaus. Natürlich kann man die Runde auch in der Gegenrichtung begehen.

## Hütten
Auf dem Weg gibt es folgende Einkehrmöglichkeiten:
- Sadnighaus: Hütte des Österreichischen Alpenvereins mit Übernachtungsmöglichkeit.[4]
- Almgasthaus Glocknerblick: Privatgasthaus mit Übernachtungsmöglichkeit.[5]